# 郝世科
郝世科（1552年—？年），字肖登，號元川，四川敘州府敘南衛軍籍，四川敘州府高縣人。

## 生平
九月十六日生，治《詩經》，萬曆元年（1573年）由國子生中式癸酉科（1573年）四川鄉試第二名舉人，萬曆八年（1580年）庚辰科會試第一百九十四名，第三甲第一百七十五名進士。兵部觀政，九年授永新知县，丁憂歸。十四年补任南陵县知县，十七年十月考选，授南京户科给事中。

## 家族
曾祖郝廷相，贈文林郎監察御史；祖郝維嶽，嘉議大夫都察院右副都御史；父郝守，知縣；母劉氏。嚴侍下，妻李氏。
行一。弟世德；世第；世循；世箕；世朴；世階；世程。